# Goričani, Podgorica
Goričani este un oraș din municipiul Podgorica, Muntenegru. Conform datelor de la recensământul din 2003, orașul are 1.205 de locuitori (la recensământul din 1991 erau 919 de locuitori).

## Demografie
În orașul Goričani locuiesc 901 de persoane adulte, iar vârsta medie a populației este de 36,6 de ani (35,5 la bărbați și 37,7 la femei). În localitate sunt 312 de gospodării, iar numărul mediu de membri în gospodărie este de 3,86.
|  |

| Demografie | Demografie | Demografie |
| An         | Locuitori  | Locuitori  |
| ---------- | ---------- | ---------- |
|            |            |            |
|            |            |            |
|            |            |            |
|            |            |            |
| 1948       | 470        |            |
| 1953       | 482        |            |
| 1961       | 601        |            |
| 1971       | 761        |            |
| 1981       | 1005       |            |
| 1991       | 919        | 869        |
| 2003       | 1358       | 1205       |

| \| Componența etnică conform recensământului din 2003[2] \| Componența etnică conform recensământului din 2003[2] \| Componența etnică conform recensământului din 2003[2] \| Componența etnică conform recensământului din 2003[2] \| Componența etnică conform recensământului din 2003[2] \| \| ----------------------------------------------------- \| ----------------------------------------------------- \| ----------------------------------------------------- \| ----------------------------------------------------- \| ----------------------------------------------------- \| \| \| \| \| \| \| \| Muntenegreni \| Muntenegreni \| \| 795 \| 65,97% \| \| Sârbi \| Sârbi \| \| 379 \| 31,45% \| \| Croați \| Croați \| \| 2 \| 0,16% \| \| Sloveni \| Sloveni \| \| 1 \| 0,08% \| \| Musulmani \| Musulmani \| \| 1 \| 0,08% \| \| necunoscută \| necunoscută \| \| 5 \| 0,41% \| |              |  |     |        |
| Componența etnică conform recensământului din 2003 |              |  |     |        |
| |              |  |     |        |
| Muntenegreni | Muntenegreni |  | 795 | 65,97% |
| Sârbi | Sârbi        |  | 379 | 31,45% |
| Croați | Croați       |  | 2   | 0,16%  |
| Sloveni | Sloveni      |  | 1   | 0,08%  |
| Musulmani | Musulmani    |  | 1   | 0,08%  |
| necunoscută | necunoscută  |  | 5   | 0,41%  |